# Campionato sudamericano femminile di pallavolo 1958
Il II campionato sudamericano femminile di pallavolo si è svolto nel 1958 a Porto Alegre, in Brasile. Al torneo hanno partecipato 5 squadre nazionali sudamericane e la vittoria finale è andata per la terza volta consecutiva al Brasile.

## Squadre partecipanti
| - Argentina - Brasile - Paraguay - Perù - Uruguay |

## Classifica finale
| Classifica | Squadre   |
| ---------- | --------- |
|            | Brasile   |
|            | Perù      |
|            | Uruguay   |
| 4          | Paraguay  |
| 5          | Argentina |